# Cryptopygus agreni
Cryptopygus agreni är en urinsektsart som först beskrevs av Borner 1903.  Cryptopygus agreni ingår i släktet Cryptopygus och familjen Isotomidae. Inga underarter finns listade i Catalogue of Life.